# Mostkowo (gromada w powiecie myśliborskim, 1954–1956)
Mostkowo (od 29 II 1956 Dziedzice) – dawna gromada, czyli najmniejsza jednostka podziału terytorialnego Polskiej Rzeczypospolitej Ludowej w latach 1954–1972.
Gromady, z gromadzkimi radami narodowymi (GRN) jako organami władzy najniższego stopnia na wsi, funkcjonowały od reformy reorganizującej administrację wiejską przeprowadzonej jesienią 1954 do momentu ich zniesienia z dniem 1 stycznia 1973, tym samym wypierając organizację gminną w latach 1954–1972.
Gromadę Mostkowo z siedzibą GRN w Mostkowie utworzono – jako jedną z 8759 gromad na obszarze Polski – w powiecie myśliborskim w woj. szczecińskim na mocy uchwały nr V/47/54 WRN w Szczecinie z dnia 5 października 1954. W skład jednostki weszły obszary dotychczasowych gromad Dziedzice, Mostkowo i Swadzim oraz miejscowość Wiewiórki z dotychczasowej gromady Dzikowo ze zniesionej gminy Barlinek w tymże powiecie. Dla gromady ustalono 14 członków gromadzkiej rady narodowej.
29 lutego 1956 gromadę zniesiono w związku z przeniesieniem siedziby GRN z Mostkowa do Dziedzic i zmianą nazwy jednostki na gromada Dziedzice.